# Monoicomyces britannicus
Monoicomyces britannicus är en svampart som beskrevs av Thaxt. 1900. Monoicomyces britannicus ingår i släktet Monoicomyces och familjen Laboulbeniaceae.  Arten är reproducerande i Sverige. Inga underarter finns listade i Catalogue of Life.